# چرا مسیحی نیستم

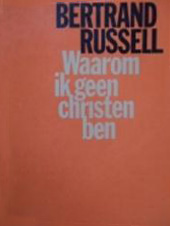
چرا من مسیحی نیستم جلد کتاب

کتاب چرا من مسیحی نیستم، متن سخنرانی‌ای است که برتراند راسل در ۶ مارس ۱۹۲۷ در سالن شهرداری باترسی به دعوت و پشتیبانی جامعه سکولار ملی جنوب لندن ایراد کرد که به صورت جزوه‌ای در همان سال چاپ شد و پس از ویرایش پائول ادوارد، ویراستار کتاب‌های راسل، به شهرت بیش‌تری رسید.
این سخنرانی به همراه مقالات دیگر در پیرامون مذهب منتشر شده و در سال ۱۳۵۱ با ترجمهٔ عبدالعلی دستغیب توسط انتشارات فرهنگ برای نخستین بار به فارسی منتشر شده‌است.

## خلاصه
راسل با تحلیل آنچه که به معنای اصطلاح مسیحی است، آغاز می‌کند و توضیح می‌دهد که چرا او به "جاودانگی خدا " اعتقاد ندارد و به همین دلیل است که او "فکر نمی‌کند که مسیح بهترین و عاقلترین مرد باشد" به عنوان "الگو برای مسیحیان ". او تعدادی استدلال منطقی برای وجود خدا را در نظر می‌گیرد و به مفاهیم مربوط به الهیات مسیحی می‌پردازد. او به مخالفت با «استدلال طراحی» می پردازد و نظریه‌های داروین را مورد حمایت قرار می‌دهد. راسل همچنین از وجود تاریخی عیسی مسیح شکایت می‌کند و به اخلاق دین می‌پردازد، که، به نظر وی، عمدتاً مبتنی بر ترس است.